# Nagia syba
Nagia syba är en fjärilsart som beskrevs av Achille Guenée 1852. Nagia syba ingår i släktet Nagia och familjen nattflyn. Inga underarter finns listade i Catalogue of Life.